# Cariniana integrifolia
Cariniana integrifolia é uma espécie de árvore da família Lecythidaceae.
Apenas pode ser encontrada no Brasil, na floresta não-inundada perto de Manaus, Amazonas.
Esta espécie está ameaçada por perda de seu habitat para a expansão urbana.